# Lijst van renspinnen
Deze pagina beschrijft alle soorten uit de familie der renspinnen (Philodromidae).

## Apollophanes
Apollophanes O. P.-Cambridge, 1898
- Apollophanes aztecanus Dondale & Redner, 1975
- Apollophanes bangalores Tikader, 1963
- Apollophanes caribaeus Dondale & Redner, 1975
- Apollophanes crispus Dondale & Redner, 1975
- Apollophanes erectus Dondale & Redner, 1975
- Apollophanes indistinctus Gertsch, 1933
- Apollophanes longipes (O. P.-Cambridge, 1896)
- Apollophanes macropalpus (Paik, 1979)
- Apollophanes margareta Lowrie & Gertsch, 1955
- Apollophanes punctatus (Bryant, 1948)
- Apollophanes punctipes (O. P.-Cambridge, 1891)
- Apollophanes texanus Banks, 1904

## Bacillocnemis
Bacillocnemis Mello-Leitão, 1938
- Bacillocnemis anomala Mello-Leitão, 1938

## Berlandiella
Berlandiella Mello-Leitão, 1929
- Berlandiella insignis Mello-Leitão, 1929
- Berlandiella magna Mello-Leitão, 1929
- Berlandiella polyacantha Mello-Leitão, 1929

## Cleocnemis
Cleocnemis Simon, 1886
- Cleocnemis bryantae (Gertsch, 1933)
- Cleocnemis heteropoda Simon, 1886
- Cleocnemis lanceolata Mello-Leitão, 1929
- Cleocnemis moschata Mello-Leitão, 1943
- Cleocnemis mutilata (Mello-Leitão, 1917)
- Cleocnemis nigra Mello-Leitão, 1943
- Cleocnemis paraguensis (Gertsch, 1933)
- Cleocnemis punctulata (Taczanowski, 1872)
- Cleocnemis rosea Mello-Leitão, 1944
- Cleocnemis rudolphi Mello-Leitão, 1943
- Cleocnemis serrana Mello-Leitão, 1929
- Cleocnemis spinosa Mello-Leitão, 1947
- Cleocnemis taquarae (Keyserling, 1891)
- Cleocnemis xenotypa Mello-Leitão, 1929

## Ebo
Ebo Keyserling, 1884
- Ebo bharatae Tikader, 1965
- Ebo bucklei Platnick, 1972
- Ebo carmineus Mello-Leitão, 1944
- Ebo contrastus Sauer & Platnick, 1972
- Ebo distinctivus Lyakhov, 1992
- Ebo evansae Sauer & Platnick, 1972
- Ebo fuscus Mello-Leitão, 1943
- Ebo iviei Sauer & Platnick, 1972
- Ebo latithorax Keyserling, 1884
- Ebo meridionalis Mello-Leitão, 1942
- Ebo merkeli Schick, 1965
- Ebo pepinensis Gertsch, 1933
- Ebo punctatus Sauer & Platnick, 1972

## Eminella
Eminella Özdikmen, 2007
- Eminella ctenops (Mello-Leitão, 1940)

## Fageia
Fageia Mello-Leitão, 1929
- Fageia amabilis Mello-Leitão, 1929
- Fageia clara Mello-Leitão, 1937
- Fageia concolor Mello-Leitão, 1947
- Fageia meridionalis Mello-Leitão, 1943

## Gephyrellula
Gephyrellula Strand, 1932
- Gephyrellula paulistana Soares, 1943
- Gephyrellula violacea (Mello-Leitão, 1918)

## Gephyrina
Gephyrina Simon, 1895
- Gephyrina alba Simon, 1895
- Gephyrina albimarginata Mello-Leitão, 1929
- Gephyrina imbecilla Mello-Leitão, 1917
- Gephyrina insularis Simon, 1897
- Gephyrina nigropunctata Mello-Leitão, 1929

## Gephyrota
Gephyrota Strand, 1932
- Gephyrota candida (Simon, 1895)
- Gephyrota glauca (Jézéquel, 1966)
- Gephyrota limbata (L. Koch, 1875)
- Gephyrota nigrolineata (Simon, 1909)
- Gephyrota pudica (Simon, 1906)
- Gephyrota virescens (Simon, 1906)
- Gephyrota viridipallida (Schmidt, 1956)

## Halodromus
Halodromus Muster, 2009
- Halodromus barbarae Muster, 2009
- Halodromus deltshevi Muster, 2009
- Halodromus gershomi Muster, 2009
- Halodromus patellaris (Wunderlich, 1987)
- Halodromus patellidens (Levy, 1977)

## Hirriusa
Hirriusa Strand, 1932
- Hirriusa arenacea (Lawrence, 1927)
- Hirriusa bidentata (Lawrence, 1927)
- Hirriusa variegata (Simon, 1895)

## Metacleocnemis
Metacleocnemis Mello-Leitão, 1929
- Metacleocnemis borgmeyeri Mello-Leitão, 1929

## Pagiopalus
Pagiopalus Simon, 1900
- Pagiopalus apiculus Suman, 1970
- Pagiopalus atomarius Simon, 1900
- Pagiopalus nigriventris Simon, 1900
- Pagiopalus personatus Simon, 1900

## Paracleocnemis
Paracleocnemis Schiapelli & Gerschman, 1942
- Paracleocnemis apostoli Mello-Leitão, 1945
- Paracleocnemis termalis Schiapelli & Gerschman, 1942

## Pedinopistha
Pedinopistha Karsch, 1880
- Pedinopistha aculeata (Simon, 1900)
- Pedinopistha finschi Karsch, 1880
- Pedinopistha longula (Simon, 1900)
- Pedinopistha schauinslandi (Simon, 1899)
- Pedinopistha stigmatica (Simon, 1900)

## Petrichus
Petrichus Simon, 1886
- Petrichus athleticus Mello-Leitão, 1944
- Petrichus cinereus Tullgren, 1901
- Petrichus corticinus Mello-Leitão, 1944
- Petrichus fuliginosus (Nicolet, 1849)
- Petrichus funebris (Nicolet, 1849)
- Petrichus griseus Berland, 1913
- Petrichus junior (Nicolet, 1849)
- Petrichus lancearius Simon, 1905
- Petrichus luteus (Nicolet, 1849)
- Petrichus marmoratus Simon, 1886
- Petrichus meridionalis (Keyserling, 1891)
- Petrichus niveus (Simon, 1895)
- Petrichus ornatus Schiapelli & Gerschman, 1942
- Petrichus sordidus Tullgren, 1901
- Petrichus tobioides Mello-Leitão, 1941
- Petrichus tullgreni Simon, 1902
- Petrichus zonatus Tullgren, 1901

## Philodromops
Philodromops Mello-Leitão, 1943
- Philodromops coccineus Mello-Leitão, 1943

## Philodromus
Philodromus Walckenaer, 1826
- Philodromus ablegminus Szita & Logunov, 2008
- Philodromus afroglaucinus Muster & Bosmans, 2007
- Philodromus alascensis Keyserling, 1884
- Philodromus albicans O. P.-Cambridge, 1897
- Philodromus albidus Kulczynski, 1911
- Philodromus albofrenatus Simon, 1907
- Philodromus albolimbatus Thorell, 1895
- Philodromus alboniger Caporiacco, 1949
- Philodromus aliensis Hu, 2001
- Philodromus angulobulbis Szita & Logunov, 2008
- Philodromus anomalus Gertsch, 1934
- Philodromus archettii Caporiacco, 1941
- Philodromus arizonensis Dondale & Redner, 1969
- Philodromus aryy Marusik, 1991
- Philodromus ashae Gajbe & Gajbe, 1999
- Philodromus assamensis Tikader, 1962
- Philodromus aureolus (Clerck, 1757)
- Philodromus auricomus L. Koch, 1878
- Philodromus austerus (L. Koch, 1876)
- Philodromus azcursor Logunov & Huseynov, 2008
- Philodromus barmani Tikader, 1980
- Philodromus barrowsi Gertsch, 1934
- Philodromus betrabatai Tikader, 1966
- Philodromus bhagirathai Tikader, 1966
- Philodromus bicornutus Schmidt & Krause, 1995
- Philodromus bigibbosus Caporiacco, 1941
- Philodromus bigibbus (O. P.-Cambridge, 1876)
  - Philodromus bigibbus australis Lawrence, 1928
- Philodromus bilineatus Bryant, 1933
- Philodromus bimuricatus Dondale & Redner, 1968
- Philodromus bistigma Simon, 1870
- Philodromus blanckei (Wunderlich, 1995)
- Philodromus bonneti Karol, 1968
- Philodromus borana Caporiacco, 1939
- Philodromus bosmansi Muster & Thaler, 2004
- Philodromus brachycephalus Lawrence, 1952
- Philodromus breviductus Dondale & Redner, 1969
- Philodromus browningi Lawrence, 1952
- Philodromus buchari Kubcová, 2004
- Philodromus buxi Simon, 1884
- Philodromus caffer Strand, 1907
- Philodromus calidus Lucas, 1846
- Philodromus californicus Keyserling, 1884
- Philodromus cammarus Rossi, 1846
- Philodromus caporiaccoi Roewer, 1951
- Philodromus caspius Ponomarev, 2008
- Philodromus casseli Simon, 1899
- Philodromus catagraphus Simon, 1870
- Philodromus cavatus Dondale & Redner, 1969
- Philodromus cayanus Taczanowski, 1872
- Philodromus cespitum (Walckenaer, 1802)
- Philodromus chambaensis Tikader, 1980
- Philodromus chamisis Schick, 1965
- Philodromus cinerascens O. P.-Cambridge, 1885
- Philodromus cinereus O. P.-Cambridge, 1876
- Philodromus coachellae Schick, 1965
- Philodromus collinus C. L. Koch, 1835
- Philodromus corradii Caporiacco, 1941
- Philodromus cubanus Dondale & Redner, 1968
- Philodromus cufrae Caporiacco, 1936
- Philodromus daoxianen Yin, Peng & Kim, 1999
- Philodromus decoratus Tikader, 1962
- Philodromus denisi Levy, 1977
- Philodromus depriesteri Braun, 1965
- Philodromus devhutai Tikader, 1966
- Philodromus diablae Schick, 1965
- Philodromus digitatus Yang, Zhu & Song, 2005
- Philodromus dilatatus Caporiacco, 1940
- Philodromus dilutus Thorell, 1875
- Philodromus dispar Walckenaer, 1826
  - Philodromus dispar obscurus Lebert, 1877
- Philodromus distans Dondale & Redner, 1968
- Philodromus domesticus Tikader, 1962
- Philodromus droseroides Schick, 1965
- Philodromus dubius Caporiacco, 1933
- Philodromus durvei Tikader, 1980
- Philodromus emarginatus (Schrank, 1803)
  - Philodromus emarginatus lusitanicus Kulczynski, 1911
- Philodromus epigynatus Strand, 1909
- Philodromus erythrops Caporiacco, 1933
- Philodromus exilis Banks, 1892
- Philodromus fallax Sundevall, 1833
- Philodromus femurostriatus Muster, 2009
- Philodromus floridensis Banks, 1904
- Philodromus foucauldi Denis, 1954
- Philodromus frontosus Simon, 1897
- Philodromus fuscolimbatus Lucas, 1846
- Philodromus fuscomarginatus (De Geer, 1778)
- Philodromus generalii Canestrini, 1868
- Philodromus gertschi Schick, 1965
- Philodromus glaucinus Simon, 1870
- Philodromus grazianii Caporiacco, 1933
- Philodromus grosi Lessert, 1943
- Philodromus guineensis Millot, 1942
- Philodromus gyirongensis Hu, 2001
- Philodromus hadzii Silhavy, 1944
- Philodromus halophilus (Levy, 1977)
- Philodromus harrietae Dondale & Redner, 1969
- Philodromus hierosolymitanus Levy, 1977
- Philodromus hierroensis Wunderlich, 1992
- Philodromus histrio (Latreille, 1819)
- Philodromus hiulcus (Pavesi, 1883)
- Philodromus hui Yang & Mao, 2002
- Philodromus humilis Kroneberg, 1875
- Philodromus imbecillus Keyserling, 1880
- Philodromus immaculatus Denis, 1955
- Philodromus infectus Dondale & Redner, 1969
- Philodromus infuscatus Keyserling, 1880
  - Philodromus infuscatus utus Chamberlin, 1921
- Philodromus insperatus Schick, 1965
- Philodromus insulanus Kulczynski, 1905
- Philodromus jabalpurensis Gajbe & Gajbe, 1999
- Philodromus jimredneri Jiménez, 1989
- Philodromus johani Muster, 2009
- Philodromus josemitensis Gertsch, 1934
- Philodromus juvencus Kulczynski, 1895
- Philodromus kalliaensis Levy, 1977
- Philodromus kendrabatai Tikader, 1966
- Philodromus ketani Gajbe, 2005
- Philodromus keyserlingi Marx, 1890
- Philodromus kianganensis Barrion & Litsinger, 1995
- Philodromus kraepelini Simon, 1905
- Philodromus krausi Muster & Thaler, 2004
- Philodromus lamellipalpis Muster, 2007
- Philodromus lanchowensis Schenkel, 1936
- Philodromus laricium Simon, 1875
- Philodromus lasaensis Yin et al., 2000
- Philodromus laticeps Keyserling, 1880
- Philodromus latrophagus Levy, 1999
- Philodromus legae Caporiacco, 1941
- Philodromus lepidus Blackwall, 1870
- Philodromus leucomarginatus Paik, 1979
- Philodromus lhasana Hu, 2001
- Philodromus lividus Simon, 1875
- Philodromus longiductus Dondale & Redner, 1969
- Philodromus longipalpis Simon, 1870
- Philodromus lugens (O. P.-Cambridge, 1876)
- Philodromus lunatus Muster & Thaler, 2004
- Philodromus luteovirescens Urquhart, 1893
- Philodromus lutulentus Gertsch, 1934
- Philodromus maculatovittatus Strand, 1906
- Philodromus maestrii Caporiacco, 1941
- Philodromus maghrebi Muster, 2009
- Philodromus mainlingensis Hu & Li, 1987
- Philodromus maliniae Tikader, 1966
- Philodromus manikae Tikader, 1971
- Philodromus margaritatus (Clerck, 1757)
- Philodromus marginellus Banks, 1901
- Philodromus marmoratus Kulczynski, 1891
- Philodromus marusiki (Logunov, 1997)
- Philodromus marxi Keyserling, 1884
- Philodromus mediocris Gertsch, 1934
- Philodromus medius O. P.-Cambridge, 1872
- Philodromus melanostomus Thorell, 1895
- Philodromus mexicanus Dondale & Redner, 1969
- Philodromus micans Menge, 1875
- Philodromus mineri Gertsch, 1933
- Philodromus minutus Banks, 1892
- Philodromus mississippianus Dondale & Redner, 1969
- Philodromus mohiniae Tikader, 1966
- Philodromus molarius L. Koch, 1879
- Philodromus montanus Bryant, 1933
- Philodromus morsus Karsch, 1884
- Philodromus multispinus Caporiacco, 1933
- Philodromus mysticus Dondale & Redner, 1975
- Philodromus naxcivanicus Logunov & Huseynov, 2008
- Philodromus nigrostriatipes Bösenberg & Strand, 1906
- Philodromus niveus Vinson, 1863
- Philodromus omercooperi Denis, 1947
- Philodromus oneida Levi, 1951
- Philodromus orarius Schick, 1965
- Philodromus orientalis Schenkel, 1963
- Philodromus otjimbumbe Lawrence, 1927
- Philodromus pali Gajbe & Gajbe, 2001
- Philodromus panganii Caporiacco, 1947
- Philodromus pardalis Muster & Bosmans, 2007
- Philodromus parietalis Simon, 1875
- Philodromus partitus Lessert, 1919
- Philodromus pawani Gajbe, 2005
- Philodromus pelagonus Silhavy, 1944
- Philodromus peninsulanus Gertsch, 1934
- Philodromus pentheri Muster, 2009
- Philodromus pericu Jiménez, 1989
- Philodromus pernix Blackwall, 1846
- Philodromus pesbovis Caporiacco, 1949
- Philodromus petrobius Schmidt & Krause, 1995
- Philodromus pictus Kroneberg, 1875
- Philodromus pinetorum Muster, 2009
- Philodromus pinyonelis Schick, 1965
- Philodromus placidus Banks, 1892
- Philodromus planus (L. Koch, 1875)
- Philodromus poecilus (Thorell, 1872)
- Philodromus populicola Denis, 1958
- Philodromus praedatus O. P.-Cambridge, 1871
- Philodromus praelustris Keyserling, 1880
- Philodromus pratariae (Scheffer, 1904)
- Philodromus pratarioides Dondale & Redner, 1969
- Philodromus problematicus Strand, 1906
- Philodromus probolus Dondale & Redner, 1969
- Philodromus psaronius Dondale & Redner, 1968
- Philodromus pseudanomalus Dondale & Redner, 1969
- Philodromus pseudoexilis Paik, 1979
- Philodromus pulchellus Lucas, 1846
- Philodromus punctatissimus Roewer, 1962
- Philodromus punctiger O. P.-Cambridge, 1908
- Philodromus punctisternus Caporiacco, 1940
- Philodromus pygmaeus Levy, 1977
- Philodromus quercicola Schick, 1965
- Philodromus rajani Gajbe, 2005
- Philodromus renarius Wu & Song, 1987
- Philodromus rikhteri Logunov & Huseynov, 2008
- Philodromus rodecki Gertsch & Jellison, 1939
- Philodromus roseus Kishida, 1914
- Philodromus ruficapillus Simon, 1885
- Philodromus rufus Walckenaer, 1826
  - Philodromus rufus jenningsi Cutler, 2003
  - Philodromus rufus pacificus Banks, 1898
  - Philodromus rufus quartus Dondale & Redner, 1968
  - Philodromus rufus vibrans Dondale, 1964
- Philodromus sanjeevi Gajbe, 2004
- Philodromus satullus Keyserling, 1880
- Philodromus schicki Dondale & Redner, 1968
- Philodromus separatus Dondale & Redner, 1969
- Philodromus shaochui Yin et al., 2000
- Philodromus shillongensis Tikader, 1962
- Philodromus signatus O. P.-Cambridge, 1869
- Philodromus silvestrii Caporiacco, 1940
- Philodromus simillimus Denis, 1962
- Philodromus simoni Mello-Leitão, 1929
- Philodromus sinaiticus Levy, 1977
- Philodromus speciosus Gertsch, 1934
- Philodromus spectabilis Keyserling, 1880
- Philodromus spinitarsis Simon, 1895
- Philodromus sticticus Lucas, 1858
- Philodromus subaureolus Bösenberg & Strand, 1906
- Philodromus tabupumensis Petrunkevitch, 1914
- Philodromus thanatellus Strand, 1909
- Philodromus timidus Szita & Logunov, 2008
- Philodromus tiwarii Basu, 1973
- Philodromus tortus Dondale & Redner, 1969
- Philodromus traviatus Banks, 1929
- Philodromus triangulatus Wu & Song, 1987
- Philodromus tuvinensis Szita & Logunov, 2008
- Philodromus undarum Barnes, 1953
- Philodromus utotchkini Marusik, 1991
- Philodromus vagulus Simon, 1875
- Philodromus validus (Gertsch, 1933)
- Philodromus venustus O. P.-Cambridge, 1876
- Philodromus verityi Schick, 1965
- Philodromus victor Lessert, 1943
- Philodromus vinokurovi Marusik, 1991
- Philodromus v-notatus Caporiacco, 1947
- Philodromus vulgaris (Hentz, 1847)
- Philodromus vulpio Simon, 1910
- Philodromus wunderlichi Muster & Thaler, 2007
- Philodromus xerophilus Szita & Logunov, 2008
- Philodromus xinjiangensis Tang & Song, 1987

## Procleocnemis
Procleocnemis Mello-Leitão, 1929
- Procleocnemis concolor Mello-Leitão, 1929

## Psellonus
Psellonus Simon, 1897
- Psellonus planus Simon, 1897

## Pseudopsellonus
Pseudopsellonus Balogh, 1936
- Pseudopsellonus papuanus Balogh, 1936

## Senoculifer
Senoculifer Balogh, 1936
- Senoculifer conivulvus Balogh, 1936
- Senoculifer dentibulbis Balogh, 1936
- Senoculifer simplicibulbis Balogh, 1936

## Suemus
Suemus Simon, 1895
- Suemus atomarius Simon, 1895
- Suemus orientalis Simon, 1909
- Suemus punctatus Lawrence, 1938
- Suemus tibelliformis Simon, 1909
- Suemus tibelloides Caporiacco, 1947

## Thanatus
Thanatus C. L. Koch, 1837
- Thanatus africanus Karsch, 1878
- Thanatus albescens O. P.-Cambridge, 1885
- Thanatus altimontis Gertsch, 1933
- Thanatus arcticus Thorell, 1872
- Thanatus arenarius L. Koch, 1872
- Thanatus arenicola (Schmidt, 1976)
- Thanatus aridorum Silhavy, 1940
- Thanatus atlanticus Berland, 1936
- Thanatus atratus Simon, 1875
- Thanatus balestrerii Caporiacco, 1935
- Thanatus bungei (Kulczynski, 1908)
- Thanatus chorillensis Keyserling, 1880
- Thanatus coloradensis Keyserling, 1880
- Thanatus coreanus Paik, 1979
- Thanatus cronebergi Simon, 1895
- Thanatus dahurianus Logunov, 1997
- Thanatus denisi Brignoli, 1983
- Thanatus dhakuricus Tikader, 1960
- Thanatus dissimilis Denis, 1960
- Thanatus dorsilineatus Jézéquel, 1964
- Thanatus fabricii (Audouin, 1826)
- Thanatus firmetorum Muster & Thaler, 2003
- Thanatus flavescens O. P.-Cambridge, 1876
- Thanatus flavidus Simon, 1875
- Thanatus flavus O. P.-Cambridge, 1876
- Thanatus forbesi Pocock, 1903
- Thanatus formicinus (Clerck, 1757)
- Thanatus fornicatus Simon, 1897
- Thanatus frederici Denis, 1941
- Thanatus fuscipes Denis, 1937
  - Thanatus fuscipes concolor Denis, 1957
- Thanatus gnaquiensis Strand, 1908
- Thanatus granadensis Keyserling, 1880
- Thanatus hongkong Song, Zhu & Wu, 1997
- Thanatus imbecillus L. Koch, 1878
- Thanatus inconsuetus Caporiacco, 1940
- Thanatus indicus Simon, 1885
- Thanatus jabalpurensis Gajbe & Gajbe, 1999
- Thanatus jaikensis Ponomarev, 2007
- Thanatus ketani Bhandari & Gajbe, 2001
- Thanatus kitabensis Charitonov, 1946
- Thanatus lamottei Jézéquel, 1964
- Thanatus lanatus Logunov, 1996
- Thanatus lanceolatus Simon, 1875
- Thanatus lanceoletus Tikader, 1966
- Thanatus lesserti (Roewer, 1951)
- Thanatus lineatipes Simon, 1870
- Thanatus luederitzi Simon, 1910
- Thanatus maculatus Keyserling, 1880
- Thanatus mandali Tikader, 1965
- Thanatus meronensis Levy, 1977
- Thanatus mikhailovi Logunov, 1996
- Thanatus miniaceus Simon, 1880
- Thanatus mongolicus (Schenkel, 1936)
- Thanatus multipunctatus Strand, 1906
- Thanatus mus Strand, 1908
- Thanatus namaquensis Simon, 1910
- Thanatus neimongol Wu & Song, 1987
- Thanatus nigromaculatus Kulczynski, 1885
- Thanatus nipponicus Yaginuma, 1969
- Thanatus oblongiusculus (Lucas, 1846)
  - Thanatus oblongiusculus atomarius (Simon, 1932)
- Thanatus okayi Karol, 1966
- Thanatus ornatus (Lucas, 1846)
- Thanatus pagenstecheri Strand, 1906
- Thanatus parangvulgaris Barrion & Litsinger, 1995
- Thanatus paucipunctatus Strand, 1906
- Thanatus philodromicus Strand, 1916
- Thanatus philodromoides Caporiacco, 1940
- Thanatus pictus L. Koch, 1881
- Thanatus pinnatus Jézéquel, 1964
- Thanatus plumosus Simon, 1890
- Thanatus prolixus Simon, 1897
- Thanatus pygmaeus Schmidt & Krause, 1996
- Thanatus rayi Simon, 1875
- Thanatus roseofemoralis (Karsch, 1879)
- Thanatus rubicellus Mello-Leitão, 1929
- Thanatus rubicundus L. Koch, 1875
- Thanatus sabulosus (Menge, 1875)
- Thanatus saraevi Ponomarev, 2007
- Thanatus schubotzi Strand, 1913
- Thanatus sepiacolor Levy, 1999
- Thanatus setiger (O. P.-Cambridge, 1872)
- Thanatus sibiricus Kulczynski, 1901
- Thanatus simplicipalpis Simon, 1882
- Thanatus stepposus Logunov, 1996
- Thanatus striatus C. L. Koch, 1845
- Thanatus stripatus Tikader, 1980
- Thanatus tuvinensis Logunov, 1996
- Thanatus ubsunurensis Logunov, 1996
- Thanatus validus Simon, 1875
- Thanatus vulgaris Simon, 1870
  - Thanatus vulgaris creticus Kulczynski, 1903
- Thanatus wuchuanensis Tang & Wang, 2008
- Thanatus xinjiangensis Hu & Wu, 1989
- Thanatus zavattarii Caporiacco, 1939

## Tibellus
Tibellus Simon, 1875
- Tibellus affinis O. P.-Cambridge, 1898
- Tibellus armatus Lessert, 1928
- Tibellus asiaticus Kulczynski, 1908
- Tibellus aspersus Danilov, 1991
- Tibellus australis (Simon, 1910)
- Tibellus bruneitarsis Lawrence, 1952
- Tibellus californicus Schick, 1965
- Tibellus chamberlini Gertsch, 1933
- Tibellus chaturshingi Tikader, 1962
- Tibellus chilensis Mello-Leitão, 1943
- Tibellus cobusi Van den Berg & Dippenaar-Schoeman, 1994
- Tibellus cucurbitus Yang, Zhu & Song, 2005
- Tibellus demangei Jézéquel, 1964
- Tibellus duttoni (Hentz, 1847)
- Tibellus elongatus Tikader, 1960
- Tibellus fengi Efimik, 1999
- Tibellus flavipes Caporiacco, 1939
- Tibellus gerhardi Van den Berg & Dippenaar-Schoeman, 1994
- Tibellus hollidayi Lawrence, 1952
- Tibellus insularis Gertsch, 1933
- Tibellus jabalpurensis Gajbe & Gajbe, 1999
- Tibellus japonicus Efimik, 1999
- Tibellus katrajghatus Tikader, 1962
- Tibellus kibonotensis Lessert, 1919
- Tibellus macellus Simon, 1875
  - Tibellus macellus georgicus Mcheidze, 1997
- Tibellus maritimus (Menge, 1875)
- Tibellus minor Lessert, 1919
- Tibellus nigeriensis Millot, 1942
- Tibellus nimbaensis Van den Berg & Dippenaar-Schoeman, 1994
- Tibellus oblongus (Walckenaer, 1802)
  - Tibellus oblongus maculatus Caporiacco, 1950
- Tibellus orientis Efimik, 1999
- Tibellus paraguensis Simon, 1897
- Tibellus parallelus (C. L. Koch, 1837)
- Tibellus pashanensis Tikader, 1980
- Tibellus pateli Tikader, 1980
- Tibellus poonaensis Tikader, 1962
- Tibellus propositus Roewer, 1951
- Tibellus rothi Schick, 1965
- Tibellus septempunctatus Millot, 1942
- Tibellus seriepunctatus Simon, 1907
- Tibellus shikerpurensis Biswas & Raychaudhuri, 2003
- Tibellus somaliensis Van den Berg & Dippenaar-Schoeman, 1994
- Tibellus spinosus Schiapelli & Gerschman, 1941
- Tibellus sunetae Van den Berg & Dippenaar-Schoeman, 1994
- Tibellus tenellus (L. Koch, 1876)
- Tibellus utotchkini Ponomarev, 2008
- Tibellus vitilis Simon, 1906
- Tibellus vosseleri Strand, 1906
- Tibellus vossioni Simon, 1884
- Tibellus zhui Tang & Song, 1989

## Tibitanus
Tibitanus Simon, 1907
- Tibitanus nomas Simon, 1910
- Tibitanus sexlineatus Simon, 1907

## Titanebo
Titanebo Gertsch, 1933
- Titanebo albocaudatus (Schick, 1965)
- Titanebo andreaannae (Schick, 1965)
- Titanebo californicus Gertsch, 1933
- Titanebo cantralli (Sauer & Platnick, 1972)
- Titanebo creosotis (Schick, 1965)
- Titanebo dispar (Schick, 1965)
- Titanebo dondalei (Sauer, 1968)
- Titanebo macyi Gertsch, 1933
- Titanebo magnificus Chamberlin & Ivie, 1942
- Titanebo mexicanus (Banks, 1898)
- Titanebo oblongus (Simon, 1895)
- Titanebo parabolis (Schick, 1965)
- Titanebo redneri (Cokendolpher, 1978)
- Titanebo texanus Gertsch, 1933

## Vacchellia
Vacchellia Caporiacco, 1935
- Vacchellia baltoroi Caporiacco, 1935